# Internazionali Femminili di Tennis Città di Caserta
O Internazionali Femminili di Tennis Città di Caserta, é um torneio para tenistas profissionais disputado em quadras de saibro ao ar livre. O evento é classificado como um torneio do ITF Women's World Tennis Tour de US$ 60.000 e é realizado em Caserta, Itália, desde 1982.

## Resultados passados

### Simples
| Ano     | Campeã                                          | Vice-campeã                                     | Resultado                                       |
| ------- | ----------------------------------------------- | ----------------------------------------------- | ----------------------------------------------- |
| 2022    | Kristina Mladenovic                             | Camilla Rosatello                               | 6–4, 4–6, 7–6(7–3)                              |
| 2020–21 | Torneio cancelado devido à pandemia de COVID-19 | Torneio cancelado devido à pandemia de COVID-19 | Torneio cancelado devido à pandemia de COVID-19 |
| 2019    | Varvara Gracheva                                | Anna Danilina                                   | 6–3, 7–5                                        |
| 2018    | Kimberley Zimmermann                            | Stefania Rubini                                 | 1–6, 7–5, 6–1                                   |
| 2017    | Claire Liu                                      | Paula Badosa                                    | 6–3, 6–3                                        |
| 2016    | Isabella Shinikova                              | Dalila Jakupović                                | 6–2, 4–6, 6–2                                   |
| 2015    | Daria Kasatkina                                 | İpek Soylu                                      | 7–6(7–4), 6–1                                   |
| 2014    | Isabella Shinikova                              | Marianna Zakarlyuk                              | 4–6, 6–3, 6–4                                   |
| 2013    | Renata Voráčová                                 | Beatriz Haddad Maia                             | 6–4, 6–1                                        |
| 2012    | Bianca Botto                                    | Aleksandra Krunić                               | 6–1, 6–0                                        |
| 2011    | Não ocorreu                                     | Não ocorreu                                     | Não ocorreu                                     |
| 2010    | Romina Oprandi                                  | Sloane Stephens                                 | 6–3, 6–3                                        |
| 2009    | Martina Di Giuseppe                             | Martina Gledacheva                              | 7–6(9–7), 6–1                                   |
| 2008    | Jelena Dokic                                    | Patricia Mayr                                   | 6–3, 6–1                                        |
| 2007    | Valentina Sulpizio                              | María-Belén Corbalán                            | 7–6(7–2), 0–6, 6–1                              |
| 2006    | Mandy Minella                                   | Alisa Kleybanova                                | 6–2, 6–4                                        |
| 2005    | Ivana Lisjak                                    | Olga Blahotová                                  | 6–3, 7–5                                        |
| 2004    | Paula García                                    | Kateřina Böhmová                                | 0–6, 6–3, 6–2                                   |
| 2003    | Mervana Jugić-Salkić                            | Virág Németh                                    | 6–7(4–7), 3–1, ret.                             |
| 2002    | Klára Koukalová                                 | Mariana Díaz Oliva                              | 7–6(7–4), 5–7, 7–5                              |
| 2001    | Tathiana Garbin                                 | María José Martínez Sánchez                     | 3–6, 7–6(7–3), 6–2                              |
| 2000    | María Emilia Salerni                            | Lamia Essaadi                                   | 6–4, 6–1                                        |
| 1995–99 | Não ocorreu                                     | Não ocorreu                                     | Não ocorreu                                     |
| 1994    | Neus Ávila                                      | Anca Barna                                      | 6–1, 6–2                                        |
| 1993    | Sarah Pitkowski                                 | Rossana de los Ríos                             | 7–5, 6–2                                        |
| 1992    | Kateřina Kroupová                               | Radka Bobková                                   | 6–4, 6–2                                        |
| 1991    | Emanuela Zardo                                  | Ana Segura                                      | 6–7, 7–6, 6–1                                   |
| 1990    | Katarzyna Nowak                                 | Elena Brioukhovets                              | 1–6, 6–2, 6–3                                   |
| 1989    | Rachel McQuillan                                | Emanuela Zardo                                  | 4–6, 7–5, 6–3                                   |
| 1988    | Cathy Caverzasio                                | Andrea Vieira                                   | 6–2, 3–6, 7–5                                   |
| 1987    | Laura Lapi                                      | Olga Tsarbopoulou                               | 6–1, 6–3                                        |
| 1986    | Gisele Miró                                     | Wiltrud Probst                                  | 6–3, 2–6, 6–3                                   |
| 1985    | Laura Garrone                                   | Laura Golarsa                                   | 5–7, 6–2, 6–4                                   |
| 1984    | Larisa Savchenko                                | Elena Eliseenko                                 | 6–2, 6–1                                        |
| 1983    | Sandra Cecchini                                 | Sabrina Goleš                                   | 2–6, 7–6, 6–2                                   |
| 1982    | Hana Fukárková                                  | Manuela Maleeva                                 | 6–4, 6–1                                        |

### Duplas
| Ano     | Campeãs                                         | Vice-campeãs                                    | Resultado                                       |
| ------- | ----------------------------------------------- | ----------------------------------------------- | ----------------------------------------------- |
| 2022    | Despina Papamichail Camilla Rosatello           | Francisca Jorge Matilde Jorge                   | 4–6, 6–2, [10–6]                                |
| 2020–21 | Torneio cancelado devido à pandemia de COVID-19 | Torneio cancelado devido à pandemia de COVID-19 | Torneio cancelado devido à pandemia de COVID-19 |
| 2019    | Lizette Cabrera Julia Grabher                   | Elena Bogdan Vivien Juhászová                   | 6–3, 6–4                                        |
| 2018    | Chen Pei-hsuan Wu Fang-hsien                    | Jaimee Fourlis Ellen Perez                      | 7–6(8–6), 6–3                                   |
| 2017    | Deborah Chiesa Martina Colmegna                 | Diāna Marcinkēviča Camilla Rosatello            | 7–6(7–5), 6–4                                   |
| 2016    | Amanda Carreras Alice Savoretti                 | Oleksandra Korashvili Maria Marfutina           | 6–7(9–11), 7–6(7–5), [10–6]                     |
| 2015    | Ekaterine Gorgodze Sofia Shapatava              | Alice Matteucci İpek Soylu                      | 6–0, 7–6(8–6)                                   |
| 2014    | Samantha Harris Sally Peers                     | Ekaterine Gorgodze Sofia Kvatsabaia             | 6–3, 7–6(8–6)                                   |
| 2013    | Danka Kovinić Renata Voráčová                   | Elena Bogdan Cristina Dinu                      | 6–4, 7–6(7–3)                                   |
| 2012    | Katarzyna Piter Romana Tabak                    | Viktorija Golubic Aleksandra Krunić             | 6–2, 6–3                                        |
| 2011    | Não ocorreu                                     | Não ocorreu                                     | Não ocorreu                                     |
| 2010    | Ekaterina Dzehalevich Irena Pavlovic            | Nicole Clerico Rebecca Marino                   | 6–3, 6–3                                        |
| 2009    | Stefania Chieppa Giulia Gatto-Monticone         | Martina Di Giuseppe Andreea Vaideanu            | 6–1, 6–4                                        |
| 2008    | Han Xinyun Xu Yifan                             | Sophie Ferguson Christina Wheeler               | 4–6, 6–4, [10–8]                                |
| 2007    | Lisa Sabino Andrea Sieveke                      | Irina Buryachok Varvara Galanina                | 7–6(7–4), 6–2                                   |
| 2006    | Petra Cetkovská Sandra Záhlavová                | Silvia Disderi Valentina Sulpizio               | 6–2, 6–0                                        |
| 2005    | Olga Blahotová Soledad Esperón                  | Ivana Lisjak Nadja Pavić                        | 7–5, 7–5                                        |
| 2004    | Rosa María Andrés Rodríguez Andreea Vanc        | Giulia Casoni Vladimíra Uhlířová                | 6–1, 4–6, 6–4                                   |
| 2003    | Maret Ani Giulia Casoni                         | Rosa María Andrés Rodríguez Bahia Mouhtassine   | 7–5, 7–5                                        |
| 2002    | Erica Krauth Vanessa Menga                      | Maja Palaveršić Coopersmith Marie-Ève Pelletier | 6–4, 6–4                                        |
| 2001    | Eva Bes Lourdes Domínguez Lino                  | María José Martínez Sánchez Gisela Riera        | 6–1, 7–6(7–5)                                   |
| 2000    | Silvia Uríčková Elena Voropaeva                 | Natalia Gussoni Sabrina Valenti                 | 7–6(8–6), 2–6, 7–5                              |
| 1995–99 | Não ocorreu                                     | Não ocorreu                                     | Não ocorreu                                     |
| 1994    | Flora Perfetti Virág Csurgó                     | Mami Donoshiro Kyōko Nagatsuka                  | 6–1, 7–5                                        |
| 1993    | Karin Lušnic Maja Murić                         | Paula Cabezas Adriana Serra Zanetti             | 2–6, 6–2, 6–4                                   |
| 1992    | Radka Bobková Jana Pospíšilová                  | Estefanía Bottini Virginia Ruano Pascual        | 6–3, 2–6, 7–6                                   |
| 1991    | Inés Gorrochategui Andrea Vieira                | Jennifer Fuchs Maria Strandlund                 | 6–2, 6–2                                        |
| 1990    | Elena Brioukhovets Eugenia Maniokova            | Michaela Frimmelová Réka Szikszay               | 4–6, 6–3, 6–1                                   |
| 1989    | Eugenia Maniokova Natalia Medvedeva             | Nanne Dahlman Kate McDonald                     | 6–4, 6–4                                        |
| 1988    | Jennifer Fuchs Maria Strandlund                 | Hellas ter Riet Olga Votavová                   | 7–6, 6–3                                        |
| 1987    | Eugenia Maniokova Natalia Medvedeva             | Heike Thoms Olga Tsarbopoulou                   | 6–4, 6–3                                        |
| 1986    | Gisele Miró Bettina Fulco                       | Wiltrud Probst Marianne van der Torre           | 6–3, 6–3                                        |
| 1985    | Patrizia Murgo Barbara Romanò                   | Gabriela Dinu Sabina Simmonds                   | 3–6, 6–4, 6–4                                   |
| 1984    | Renata Šašak Larisa Savchenko                   | Marie Pinterová Renáta Tomanová                 | 6–1, 6–3                                        |
| 1983    | Helena Olsson Tine Scheuer-Larsen               | Anna Iuale Lea Plchová                          | 6–2, 6–3                                        |
| 1982    | Elisabetta Lazzeri Paola Ippoliti               | Francesca Ciardi Ionita Nesti                   | 2–6, 7–5, 9–7                                   |